# Silene noctiflora
La silene de noche o silene nocturna (Silene noctiflora) es una especie perteneciente a la familia de las Cariofiláceas. 

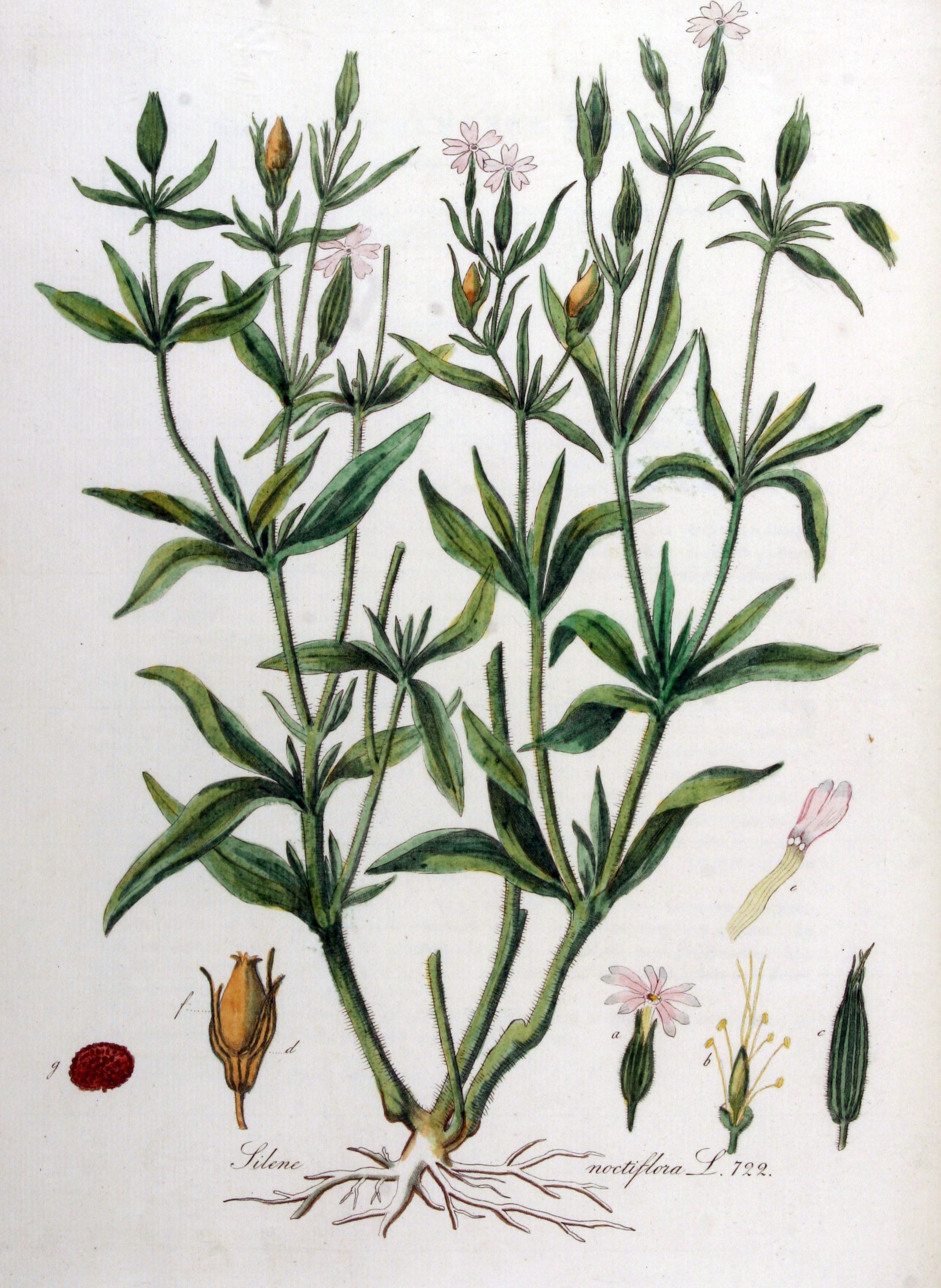
Ilustración

## Descripción
Es una planta pilosa, erecta, anual, pegajosa, de hasta 40 cm, con hojas ovadas a lanceoladas fusionadas en su base, las inferiores con pecíolos alados. Flores rosadas por encima y blancas por debajo, 12-17 mm de diámetro, en inflorescencias ramosas cortas. Tubo del cáliz cónico, peloso-glandular, con dientes delgados; pétalos muy bilobulados, con escamas. Pétalos cerrados de día, abiertos por la noche. 3 estilos. Florece en verano. Mala hierba en campos de maíz.

## Distribución
Aparece en Europa aunque falta en partes del norte.

## Taxonomía
Silene noctiflora fue descrita por Carlos Linneo y publicado en Species Plantarum 1: 419. 1753.
Etimología
El nombre del género está ciertamente vinculado al personaje de Sileno (en griego Σειληνός; en latín Sīlēnus), padre adoptivo y preceptor de Dionisos, siempre representado con vientre hinchado similar a los cálices de numerosas especies, por ejemplo Silene vulgaris o Silene conica. Aunque también se ha evocado (Teofrasto via Lobelius y luego  Linneo)  un posible origen a partir del Griego σίαλoν, ου, "saliva, moco, baba", aludiendo a la viscosidad de ciertas especies, o bien σίαλος, oν, "gordo", que sería lo mismo que la primera interpretación, o sea, inflado/hinchado.
noctiflora; epíteto latino que significa "con floración nocturna".
Sinonimia
- Silene   pauciflora Kitt. 1863
- Silene viscida Moench 1794
- Saponaria noctiflora (L.) Fenzl in Endl.
- Melandrium noctiflorum (L.) Fr. 1842
- Lychnis noctiflora (L.) Schreb. 1771
- Elisanthe noctiflora (L.) Rupr. 1860
- Cucubalus noctiflorus (L.) Mill.[3][4]